# Huner Saleem
Huner Saleem (idioma kurdo: هونه‌ر سەلیم), también transliterado Huner Salim (9 de marzo de 1964) es un director de cine iraquí de origen kurdo. Nace en la ciudad de Aqrah (Akre) en el Kurdistán iraquí. Dejó Irak a la edad de 17, y pronto hizo su camino a Italia, donde completó la universidad. Más tarde se mudó a Francia donde vive ahora. En 1992, después de la primera guerra del Golfo,  filmó encubierto, las condiciones de vida de los iraquíes pueblo kurdo. Esas imágenes se mostraron en el Festival Internacional de Cine de Venecia. 
En 1998,  hace su primera película, Vive la mariée... et la libération du Kurdistán. Su segundo, Passeurs de rêves, salió en 2000, y su tercera película, Limón de Vodka, liberado en 2003, ganó el San Marco Premio en el Venice Festival de cine . Escribió y dirigió los tres. Fue honrado con el título prestigioso Chevalier des Artes et Lettres por el ministro francés de Cultura Renaud Donnedieu de Vabres en 2005. Sus memorias tituladas My Father's Rifle ha sido publicado en francés, inglés, griego y tamil.
Su película de 2013 Mi Dulce Pepperland fue mostrada en la sección de Consideración Segura en el 2013 Cannes Festival de cine. Y nominado para la Asia Pacific Premio de Pantalla por Consecución en Dirigir para esa película.

## Filmografía como director, y escritor
1. Vive la mariée... et la libération du Kurdistán (1997)
2. Passeurs de rêves (2000) (Título inglés: Allende Nuestros Sueños)
3. Absolitude (2001) (televisión)
4. Limón de vodka (2003)
5. Kilomètre zéro (2005)
6. Dol (2007)
7. Les Toits de París (2007) (Título inglés: Debajo el Rooftops de París)
8. Si tu meurs, je te tue (2011)
9. Mi Dulce Pepperland (2013)
10. "Vestido Apretado" (2015)

## Libros
1. El rifle de mi Padre: Una Niñez en Kurdistán, Traducido de francés por Catherine Temerson, 112 p. Farrar, Straus y Giroux, enero de 2005, ISBN 0-374-21693-2.
2. A doufeki tou patera mou Tradujo de francés por Efi Koromila, 181 p. Okeanida,Atenas, febrero de 2004, ISBN 960-410-324-5.